# おおかみ座ゼータ星
おおかみ座ζ星（英語: Zeta Lupi）は、おおかみ座にある3等級の恒星である。

## 特徴
橙黄色の明るい主星と、黄色の暗い伴星から成るとされている。視等級は3.41等級。ヒッパルコス衛星による観測で得られた年周視差27.8ミリ秒から算出すると、地球との距離は約117.3光年となる。
おおかみ座ζ星は連星であるとされており、2013年の時点で、2つの恒星は離角71.20秒、位置角は68.8度だった。主星は、スペクトル分類G8III型の巨星で、単体での視等級は3.5等級。主系列星の段階を終えて、レッドクランプの段階にあるとされる。角直径は2.55±0.13ミリ秒と測定されており、これを基に計算すると、半径は太陽の約10倍となる。
伴星単体での視等級は、6.74等とされている。
| 指標                 | 構成要素    | 構成要素 |
| 指標                 | 主星        | 伴星     |
| -------------------- | ----------- | -------- |
| スペクトル型         |             |          |
| 視等級               | 3.50        | 6.74     |
| 質量 (M☉)            | 2.29        | 1.15     |
| 半径 (R☉)            | 10          | 0.98     |
| 光度 (L☉)            | 53          |          |
| 表面温度 (K)         | 5,335       | 6,351    |
| 表面重力 log g (cgs) | 3.01        |          |
| 金属量([Fe/H])       | 0.00 ± 0.02 | -0.03    |